# Атропин
Атропинът е алкалоид, изолиран през 1833 година, но структурата му е установена през XX век. Може да бъде получен синтетично, но значително по-евтино е извличането му от растенията, които го съдържат. Използва се като противоотрова – антидот.
Атропинът предизвиква делириум в доза 10 – 15 mg, приемането на повече от 100 mg може да доведе до смърт.
Основният ефект на алкалоидите, който се цени в медицината, е в техните спазмолитични свойства, т.е. в това, че те потискат тонуса на гладката мускулатура. Това отдавна се използва за лечение на заболявания на стомашно-чревния тракт, бъбреците, жлъчката и т.н. Атропинът се използва при изследвания на очите поради способността му силно да разширява зеницата.
Атропинът, въпреки че не е съвременен антидот, се използва като действена противоотрова и за лечение при отравяния с холиномиметични и антихолинестеразни вещества, включително и с бойни отровни вещества (БОВ) – фосфороорганични съединения и нервнопаралитични вещества (табун, зарин, зоман и VX).